# Méry-ès-Bois
Méry-ès-Bois é uma comuna francesa na região administrativa do Centro, no departamento Cher. Estende-se por uma área de 94,14 km². Em 2010 a comuna tinha 588 habitantes (densidade: 6,2 hab./km²).